# Sątoczek
Sątoczek (deutsch Klein Leunenburg) ist ein Ort in der polnischen Woiwodschaft Ermland-Masuren und gehört zur Gmina Korsze (Stadt- und Landgemeinde Korschen) im Powiat Kętrzyński (Kreis Rastenburg).

## Geographische Lage
Sątoczek liegt in der nördlichen Mitte der Woiwodschaft Ermland-Masuren, 24 Kilometer nordwestlich der Kreisstadt Kętrzyn (deutsch Rastenburg).

## Geschichte
Klein Leunenburg war ein großes Vorwerk und bis 1945 in die Gemeinde Prassen (polnisch Prosna) integriert. Somit war es ein Ort innerhalb des Kreises Rastenburg im Regierungsbezirk Königsberg in der preußischen Provinz Ostpreußen. Das Klein Leunenburger Gut war Teil des großen Landbesitzes der Familie zu Eulenburg-Prassen und meist verpachtet. Das Gutshaus mit seinem Park hat den Krieg überstanden. Das eingeschossige Herrenhaus entstand zu Anfang des 20. Jahrhunderts.
Im Jahre 1945 wurde Klein Leunenburg in Kriegsfolge mit dem gesamten südlichen Ostpreußen an Polen überstellt und erhielt die polnische Namensform „Sątoczek“. Als Siedlung (polnisch Osada) ist es heute in die Stadt- und Landgemeinde Korsze (Korschen) im Powiat Kętrzyński (Kreis Rastenburg) eingegliedert, bis 1998 der Woiwodschaft Olsztyn, seither der Woiwodschaft Ermland-Masuren zugehörig.

## Kirche
Bis 1945 war Klein Leunenburg in die evangelische Kirche Leunenburg (polnisch Sątoczno) in der Kirchenprovinz Ostpreußen der Kirche der Altpreußischen Union sowie in die katholische Kirche Sturmhübel (polnisch Grzęda) im Bistum Ermland eingepfarrt.
Heute gehört Sątoczek katholischerseits zur Pfarrei Sątoczno im jetzigen Erzbistum Ermland, evangelischerseits zur Pfarrei Kętrzyn (Rastenburg) mit den Filialkirchen Barciany (Barten) und Bartoszyce (Bartenstein) in der Diözese Masuren der Evangelisch-Augsburgischen Kirche in Polen.

## Verkehr
Sątoczek ist über zwei Landwegverbindungen von Sątoczno (Leunenburg) aus  zu erreichen. Eine Bahnanbindung besteht nicht.